# Pontil
En verrerie, le pontil est une canne pleine à l'aide de laquelle on prélève le verre des éléments ne devant pas être soufflés (les anses ou le pied par exemple). Le pontil sert aussi au transfert de la pièce soufflée pour permettre l'ouverture d'un col. 
Il s'agit d'une tige de fer longue d'environ 1,70 mètre et de 15 millimètres de diamètre sur laquelle on peut fixer une pièce en cours de réalisation : par exemple, dans le cas d'un modelage à chaud.